# Rancho Nuevo Jonotal
Rancho Nuevo Jonotal är en ort i Mexiko.   Den ligger i kommunen San Juan Bautista Tuxtepec och delstaten Oaxaca, i den sydöstra delen av landet, 300 km öster om huvudstaden Mexico City. Rancho Nuevo Jonotal ligger 47 meter över havet och antalet invånare är 407.
Terrängen runt Rancho Nuevo Jonotal är platt. Runt Rancho Nuevo Jonotal är det ganska tätbefolkat, med 160 invånare per kvadratkilometer. Närmaste större samhälle är Tuxtepec, 10,6 km sydost om Rancho Nuevo Jonotal. Omgivningarna runt Rancho Nuevo Jonotal är en mosaik av jordbruksmark och naturlig växtlighet.